# Роках, Элазар
Элазар Роках (ивр. אלעזר רוקח‎;
1854, Иерусалим, Палестина — 28 июня 1914, Дрогобыч, Австро-Венгрия) — еврейский общественный деятель и публицист, популяризатор связи еврейского народа и Земли Израильской и еврейского производительного труда.

## Биография
Элазар Роках родился в Иерусалиме в семье торговца и знатока Торы, садгорского хасида Ицхака Рокаха и Мирьям Бак; его дедом по матери был Израиль Бак, возобновивший издание печатных книг на иврите в Палестине после 245-летнего перерыва.
Получил традиционное еврейское образование в хедере и иешиве, где проявил себя как способный ученик. В 13 лет был сосватан с Фридой Шалир, принадлежавшей к одной из самых богатых и влиятельных еврейских семей Цфата. Несколько лет после этого Роках прожил в Цфате с семьёй тестя, продолжая обучение в иешиве и ведя переписку по галахическим вопросам с раввинами, проживающими за пределами Палестины. Особое место в этой переписке занимали вопросы, связанные с исполнением заповедей, касающихся Земли Израильской. Уже в это время он пришёл к выводам о первостепенном значении заповеди о связи еврейского народа и Земли Израильской, которые определили его идейную позицию на всю оставшуюся жизнь.
В 17 лет Роках опубликовал брошюру «О положении Цфата и его ашкеназских жителей», в которой высказал идею о необходимости работы в сельском хозяйстве как условия духовного и физического оздоровления еврейского ишува. Как в этой брошюре, так и в статьях в газете «Хавацелет» в середине 1870-х годов он выступил с резкой критикой практики халукки — содержания еврейской общины Палестины за счёт пожертвований из галута. В 1885 году он ознакомил со своими идеями известного филантропа Мозеса Монтефиоре, а в следующем году основал в Цфате общество «Освоение Святой Земли», к которой присоединилось несколько студентов иешив.
Позиция Рокаха вызвала резкую реакцию лидеров цфатского ишува, рассматривавших его идеи как угрозу сложившемуся жизненному укладу и своему влиянию; в число его преследователей вошла и семья его жены. На Рокаха был даже наложен херем — отлучение от общины, в результате чего его финансовое положение резко ухудшилось, но он сумел приобрести на остающиеся деньги половину территории арабской деревни Джауни. Роках и его последователи поселились в глинобитных домах в своей половине деревни, которую назвали Гей-Они, и занялись обработкой земли; Это начинание Роках широко пропагандировал в ивритской прессе в Европе, в частности, в газете «Ха-Маггид».
Когда выяснилось, что денег, которыми располагали основатели Гей-Они, недостаточно для обустройства хозяйства, Роках решил отправиться в Европу для мобилизации средств; ввиду тяжёлого финансового положения ему пришлось продать часть драгоценностей жены, чтобы оплатить путешествие. Таким образом, в глазах традиционного религиозного ишува, жившего на пожертвования, он превратился в конкурента, и против него была развязана кампания травли; Роках получал письма с угрозами, в его дом по ночам швыряли камни, а по слухам, лидеры еврейской общины даже наняли арабов, чтобы его убить.
В 1880 году, несмотря на угрозы, Роках выехал из Палестины, направляясь в Россию, однако в Стамбуле получил срочное письмо от друга, издателя газеты «Хавацелет», где сообщалось, что российским властям был направлен на него донос, представлявший его как пропагандиста нигилистических и революционных идей. В итоге Рокаху пришлось вместо России отправиться в Румынию. Но и в Румынии его попытки сбора средств закончились крахом, поскольку местным духовным лидерам тоже были отправлены доносы, где утверждалось, что Роках собирается «уничтожить веру Израиля». В течение некоторого времени организация сбора средств на новое поселенческое движение была налажена с помощью Всемирного еврейского союза со штаб-квартирой в Париже; Рокаху удалось убедить его руководство в жизнеспособности своей идеи, и в дальнейшем он выступал уже как агент этой организации, но влияние религиозного ишува в Палестине оказалось слишком велико, чтобы это начинание закончилось успехом. Тем не менее, за пять лет пребывания Рокаха в Румынии его идеи нашли своих слушателей, и первая алия 1882 года стала во многом результатом его пропагандистских усилий. Первое поселение первой алии — Рош-Пинна — частично базировалось на землях, обработкой которых занимались жители Гей-Они.
Из Румынии Роках отправился в Одессу, где сумел завоевать доверие и поддержку лидеров движения «Ховевей Цион» Льва Пинскера и Моисея Лилиенблюма. Когда в 1885 году в Палестину с миссией «Ховевей Цион» отправился К. З. Высоцкий, Роках поехал с ним в качестве его секретаря и до 1887 года оставался в руководстве палестинского отделения «Ховевей-Цион». Однако в дальнейшем обострился конфликт между ним и представителями барона Ротшильда, управлявшими еврейскими поселениями, которым тот оказывал финансовую поддержку. Конфликт достиг наивысшего накала после того, как Роках безоговорочно поддержал «бунт» против администрации Ротшильда в Ришон-ле-Ционе, и ему пришлось уйти в отставку. После этого он некоторое время пробыл помощником своего брата, коммерсанта Шимона Рокаха (отца будущего мэра Тель-Авива), в рамках общества «Эзрат-Исраэль» и участвовал в основании еврейского квартала Неве-Цедек в Яффе. В рамках продолжающейся поддержки «бунтовщиков» Ришон-ле-Циона он перевёл им часть денег из фондов «Эзрат-Исраэль», предназначавшихся на другие цели, и в результате был вынужден оставить должность в организации и снова покинуть Палестину.
В 1898 году Роках основал в Яссах газету «Дер Идишер Гайст» (идиш דער אידישער גייסט‎ — «Еврейский дух»), издававшуюся на протяжении трёх лет по три раза в неделю. Он оставался практически единственным её автором под собственным именем и под псевдонимами. На протяжении некоторого времени он издавал также газету на иврите «Тальпийот», в которой с ним сотрудничал Миха Бердичевский, но у этой газеты не оказалось достаточно широкой и устойчивой аудитории. После прекращения выпуска «Дер Идишер Гайст» Роках перебрался в Галицию, где поселился в Дрогобыче. Там он издавал ивритский ежемесячник «Ха-Ярден», в котором пропагандировал идеи еврейского сельскохозяйственного труда в Палестине и полемизировал со сторонниками «халукки» и администрации Ротшильда, которую считал просто модернизированной формой той же «халукки».
К возникновению современного сионистского движения Роках отнёсся настороженно, и его недоверие углубилось после принятия Шестым сионистским конгрессом Угандской программы. Элазар Роках умер в Дрогобыче в июне 1914 года, оставив после себя троих сыновей и дочь. Местная община похоронила его в металлическом гробу, что должно было позволить в дальнейшем перевозку его праха в Землю Израильскую.